# Governo Katainen
Il Governo Katainen (22 giugno 2011 - 24 giugno 2014) è stato il 72º governo della Finlandia, formatosi dopo le negoziazioni per le elezioni parlamentari del 2011 tra i partiti parlamentari. Guidato dal Primo ministro Jyrki Katainen (Kok.), 12 ministeri su 19 sono guidati dal Partito di Coalizione Nazionale e dal Partito Socialdemocratico Finlandese (SDP), mentre l'Alleanza di Sinistra (Vas.), la Lega Verde (Vihr.), il Partito Popolare Svedese di Finlandia (RKP) e i Democratici Cristiani Finlandesi (KD) gestiscono i rimanenti ministeri. Il 22 giugno 2011 il Parlamento confermò l'elezione di Katainen come Primo Ministro e la Presidente della Repubblica Tarja Halonen inaugurò il governo. Due parlamentari dell'Alleanza di Sinistra votarono contro Katainen, per il quale vennero espulsi dal gruppo. Il 25 marzo 2014 l'Alleanza di Sinistra passa all'opposizione a causa di un pacchetto di tagli alla spesa pubblica e aumento delle tasse.
Nel giugno 2014, Katainen si dimise da leader del Partito di Coalizione Nazionale e da Primo ministro per un ruolo all'interno dell'Unione europea. Il 23 giugno 2014 venne eletto Alexander Stubb come Primo ministro e il giorno dopo il Presidente della Repubblica Sauli Niinistö varò il Governo Stubb.

## Situazione parlamentare
| Camera    | Collocazione | Partiti                                                 | Seggi     |
| --------- | ------------ | ------------------------------------------------------- | --------- |
| Eduskunta | Maggioranza  | KOK (44),SDP (42),VAS (14),VIHR (10),SFP/RKP (9),KD (6) | 126 / 200 |
| Eduskunta | Opposizione  | PS (39),KESK (35)                                       | 74 / 200  |

## Composizione
Kok. ha sei ministeri e altrettanti ne ha il PSD. L'Alleanza di Sinistra, la Lega Verde e il PPS hanno due ministeri ciascuno mentre i Democratici Cristiani ne hanno uno solo. Il PCN, il PSD, l'Alleanza di Sinistra, il PPS e i Democratici Cristiani hanno annunciato i loro candidati ministri durante il weekend tra il 17 e il 19 giugno mentre la Lega Verde ha annunciato il designato ministro il 20 giugno.

## Ministeri
| Ministero                                     | Ufficio                                                       | Ministro             | Immagine         | Partito                               | Data di inizio   |
| --------------------------------------------- | ------------------------------------------------------------- | -------------------- | ---------------- | ------------------------------------- | ---------------- |
| Primo ministro                                | Primo ministro                                                | Jyrki Katainen       | Jyrki Katainen   | Partito di Coalizione Nazionale       | 22 giugno 2011   |
| Ministero delle finanze                       | Ministero della Finanza e Vice Primo Ministro                 | Jutta Urpilainen     | Jutta Urpilainen | Partito Socialdemocratico Finlandese  | 22 giugno 2011   |
| Ministero delle finanze                       | Ministero della Pubblica Amministrazione e dei Governi Locali | Henna Virkkunen      | Henna Virkkunen  | Partito di Coalizione Nazionale       | 22 giugno 2011   |
| Ministero degli affari esteri                 | Ministero degli Esteri                                        | Erkki Tuomioja       | Erkki Tuomioja   | Partito Socialdemocratico Finlandese  | 22 giugno 2011   |
| Ministero degli affari esteri                 | Ministero degli Affari Europei                                | Alexander Stubb      | Alexander Stubb  | Partito di Coalizione Nazionale       | 22 giugno 2011   |
| Ministero degli affari esteri                 | Ministero dello Sviluppo Internazionale                       | Pekka Haavisto       | Pekka Haavisto   | Lega Verde                            | 17 ottobre 2013  |
| Ministero della giustizia                     | Ministero della Giustizia                                     | Anna-Maja Henriksson |                  | Partito Popolare Svedese di Finlandia | 22 giugno 2011   |
| Ministero degli Interni                       | Ministero degli Interni                                       | Päivi Räsänen        | Päivi Räsänen    | Democratici Cristiani Finlandesi      | 22 giugno 2011   |
| Ministero della Difesa                        | Ministero della Difesa                                        | Carl Haglund         | Carl Haglund     | Partito Popolare Svedese di Finlandia | 5 luglio 2012    |
| Ministero dell'Educazione e della Cultura     | Ministero dell'Educazione                                     | Krista Kiuru         | Krista Kiuru     | Partito Socialdemocratico Finlandese  | 24 maggio 2013   |
| Ministero dell'Educazione e della Cultura     | Ministero della Cultura e dello Sport                         | Paavo Arhinmäki      | Paavo Arhinmäki  | Alleanza di Sinistra                  | 22 giugno 2011   |
| Ministero dell'Agricoltura e della Foresta    | Ministero dell'Agricoltura e della Foresta                    | Jari Koskinen        | Jari Koskinen    | Partito di Coalizione Nazionale       | 22 giugno 2011   |
| Ministero dei Trasporti e delle Comunicazioni | Ministero dei Trasporti                                       | Merja Kyllönen       | Merja Kyllönen   | Alleanza di Sinistra                  | 22 giugno 2011   |
| Ministero del Lavoro e dell'Economia          | Ministero degli Affari Economici                              | Jan Vapaavuori       | Jan Vapaavuori   | Partito di Coalizione Nazionale       | 16 novembre 2012 |
| Ministero del Lavoro e dell'Economia          | Ministero del Lavoro                                          | Lauri Ihalainen      | Lauri Ihalainen  | Partito Socialdemocratico Finlandese  | 22 giugno 2011   |
| Ministero degli Affari Sociali e della Salute | Ministero degli Affari Sociali e della Salute                 | Paula Risikko        | Paula Risikko    | Partito di Coalizione Nazionale       | 22 giugno 2011   |
| Ministero degli Affari Sociali e della Salute | Ministero della Salute e dei Servizi Sociali                  | Susanna Huovinen     | Susanna Huovinen | Partito Socialdemocratico Finlandese  | 24 maggio 2013   |
| Ministero dell'Ambiente                       | Ministero dell'Ambiente                                       | Ville Niinistö       | Ville Niinistö   | Lega Verde                            | 22 giugno 2011   |
| Ministero dell'Ambiente                       | Ministro della Casa e delle Comunicazioni                     | Pia Viitanen         | Pia Viitanen     | Partito Socialdemocratico Finlandese  | 24 maggio 2013   |

Prima di diventare ministri, Hautala e Haglund erano europarlamentari mentre Koskinen era un membro dell'Banca europea per la ricostruzione e lo sviluppo.
Haglund succedette a Stefan Wallin come Ministro della Difesa nel luglio 2012 mentre Vapaavuori succedette a Jyri Häkämies come Ministro degli Affari Economici nel novembre 2012.

### Dimissioni
Il Ministro per lo Sviluppo Internazionale Heidi Hautala si dimise dal governo nell'ottobre 2013. La vicenda è collegata all'azione dimostrativa di Greenpeace contro la ricerca di petrolio nell'Artide portata avanti dalla azienda statale Arctia Shipping e Gazprom presso Prirazlomnoye nel settembre del 2013.

## Piattaforma di governo
Il 17 giugno 2011 il nuovo governo ha annunciato la sua piattaforma per il quinquennio 2011-2015.